# Eparchia di Magadan

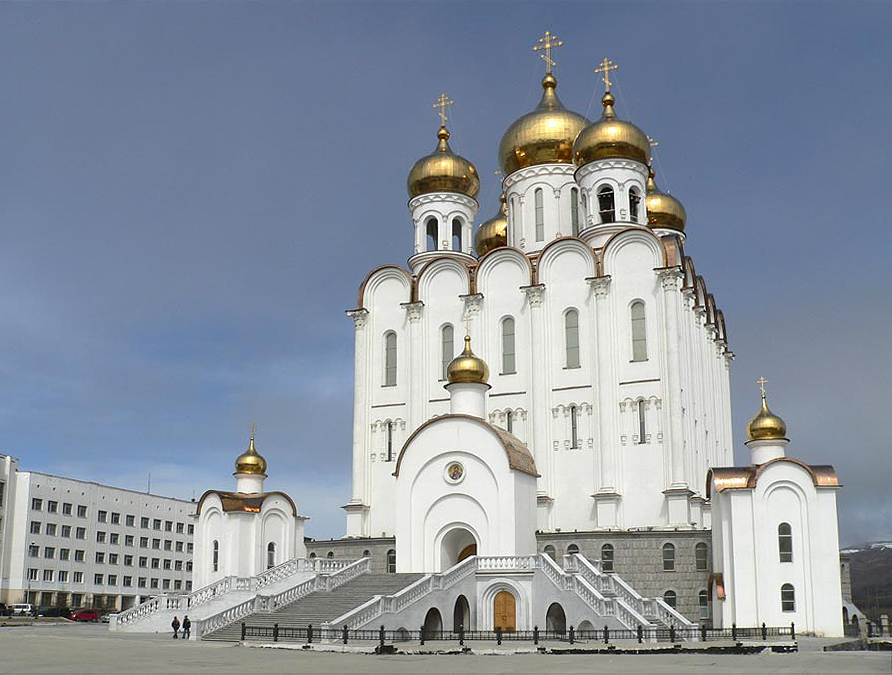
La cattedrale della Trinità di Magadan.

L'eparchia di Magadan (in russo Магаданская епархия?) è una diocesi della Chiesa ortodossa russa.

## Territorio
L'eparchia comprende l'oblast' di Magadan nel circondario federale dell'Estremo Oriente.
Sede eparchiale è la città di Magadan, dove si trova la cattedrale della Trinità.
L'eparca ha il titolo ufficiale di «eparca di Magadan e Sinegor'e».

## Storia
L'eparchia è stata eretta dal Santo Sinodo della Chiesa ortodossa russa il 31 gennaio 1991, ricavandone il territorio dall'eparchia di Chabarovsk. Il 19 luglio 2000 ha ceduto porzioni di territorio a vantaggio dell'erezione dell'eparchia di Anadyr'.